# 198
Het jaar 198 is het 98e jaar in de 2e eeuw volgens de christelijke jaartelling.

## Gebeurtenissen

### Italië
- De 10-jarige Marcus Aurelius Antoninus (Caracalla) en zijn jongere broer Geta, worden door de Senaat benoemd tot medekeizer (Augustus) en Caesar.

### Parthië
- Keizer Septimius Severus vaart met een expeditieleger de Eufraat af en verovert de hoofdstad Ctesiphon aan de Tigris. Tijdens de veldtocht wordt hij vergezeld door zijn zoons Caracalla en Geta.
- Severus lijft Noord-Mesopotamië in bij het Romeinse Rijk, hij plundert de steden Seleucia en Babylon. De mannelijke bevolking wordt vermoord en de overlevenden worden als slaaf afgevoerd.

### China
- Winter - Beleg van Xiapi: Krijgsheer Cao Cao verslaat bij de stad Xuzhou (Chinese provincie Jiangsu) het opstandige leger onder bevel van Lü Bu.